# Dschimini
Das Dschimini (Eigenbezeichnung Jinmini, französisch Djimini) ist eine südliche Senufo-Sprache der Elfenbeinküste.
Schmiede aus der Volksgruppe der Dschimini sprachen einst Tonjon, eine Mandesprache. 
Die Sprecherzahl des Dschimini von aktuell 100.000 ist im Sinken begriffen, da immer mehr Dschimini-Sprecher zum Französischen übergehen, der Amtssprache der Elfenbeinküste.